# Love Is the Devil: Study for a Portrait of Francis Bacon
Love Is the Devil: Study for a Portrait of Francis Bacon és una pel·lícula britànica del 1998 produïda per British Film Institute i BBC Film. Va ser escrit i dirigit per John Maybury i protagonitzat per Derek Jacobi, Daniel Craig i Tilda Swinton. Una biografia fictícia del pintor Francis Bacon (Jacobi), se centra en la seva tensa relació amb George Dyer (Craig), un ladregot. La pel·lícula es basa en gran manera en la biografia autoritzada de Bacon, The Gilded Gutter Life of Francis Bacon de Daniel Farson, i està dedicada a ell.
Va guanyar tres premis al Festival Internacional de Cinema d'Edimburg: Millor pel·lícula britànica nova (director John Maybury) i dos premis a la millor interpretació britànica, un per a Jacobi i l'altre per al futur actor James Bond Craig. La pel·lícula també es va projectar a la secció Un Certain Regard al 51è Festival Internacional de Cinema de Canes. L'actuació de Craig va ser ben rebuda per la crítica, que la va reconèixer com el seu paper innovador.

## Argument
Quan George Dyer, que encara és un desconegut per a Francis Bacon, és atrapat per Bacon entrant a l'estudi del seu apartament, sembla estar en una mala posició si en Bacon decideix trucar a la policia. En lloc d'això, Bacon el mira i li fa proposicions sense problemes després de revisar el seu físic i la seva bona aparença. Bacon afirma que si l'aspirant a criminal està disposat a passar la nit amb ell al llit, al matí pot prendre el que vulgui de l'apartament. Dyer considera la seva situació i decideix acceptar la seva proposta i els dos dormen junts. La vetllada comença una relació duradora entre els dos homes, mentre en Bacon comença a presentar a Dyer als seus amics i al seu món artístic en el qual ja és un artista establert.
Bacon introdueix a Dyer a l'escena del pub on se sent còmode de veure's i còmode sent ell mateix. Dyer comença a interessar-se per l'art de Bacon i la xerrada sobre els aspectes primitius i brutals de l'art de Bacon. Mentre tots dos comencen a viure junts, Bacon es veu a si mateix com un agent lliure en una relació oberta i de tant en tant es troba amb altres companys LGBT en clubs locals o mentre juga, amb qui també es fica al llit. Quan Dyer s'assabenta d'aquestes aventures, s'ho pren malament i, en un moment donat, fins i tot guarda algunes drogues a l'apartament de Bacon mentre truca a la policia per denunciar-lo. Bacon és arrestat, al principi com a tràmit. Pel que sembla, Dyer ha bolcat la seva ira i la seva gelosia sobre Bacon.
Més tard, Bacon decideix endur-se Dyer amb ell en un viatge a Nova York durant el qual Dyer fa un intent de suïcidi amenaçant amb saltar del terrat de l'hotel on s'allotgen. Bacon el rebutja, i després de donar-li un altre xec "de regal" de 20.000 dòlars decideix que també s'oferirà per portar Dyer a París en un altre dels viatges internacionals de Bacon. Els problemes d'alcoholèmia de Dyer es tornen més pronunciats. Es queixa de Bacon als seus amics i sembla haver repetit incidents amb la policia. Mentrestant, Bacon intenta mantenir els seus projectes d'art creatiu avançant mentre lluita amb problemes de la seva pròpia identitat i la fama creixent, a més d'haver-hi un hàbit de drogues i gaudir de l'alcohol amb els seus amics. Dyer comença a convertir-se en una molèstia possiblement més enllà de la capacitat de Bacon de tolerar-lo molt més temps.
Després d'un cert debat, decideixen que aniran junts a París. Els problemes de Dyer amb la beguda i les drogues assoleixen el nivell del seu patiment de delirium tremens i intenta suïcidar-se amb una sobredosi de drogues. L'èxit de Bacon a París no els ajuda especialment en la seva relació. Dyer sucumbeix a les drogues i Bacon es mostra sol al seu apartament de París contemplant com era quan Dyer encara estava viu i amb ell.

## Repartiment
- Derek Jacobi – Francis Bacon
- Daniel Craig – George Dyer
- Tilda Swinton – Muriel Belcher
- Anne Lambton – Isabel Rawsthorne
- Adrian Scarborough – Daniel Farson
- Karl Johnson – John Deakin
- Annabel Brooks – Henrietta Moraes
- Richard Newbould – Blond Billy (com a Richard Newbold)
- Ariel de Ravenel – Funcionari francès
- Tallulah – Ian Board
- Andy Linden – Ken Bidwell
- David Kennedy – Joe Furneval
- Gary Hume – Volker Dix
- Damian Dibben – Brighton Rent Boy
- Antony Cotton – Brighton Rent Boy
- Hamish Bowles – David Hockney
- Martin Meister – Persona a Brighton Pub

## Estrena
Love Is the Devil va ser estrenat en cinemes per Artificial Eye el 18 de setembre de 1998 al Regne Unit i va recaptar 259.421 £ (0,4 milions de dòlars). Es va estrenar als Estats Units el 7 d'octubre de 1998 i va recaptar 354.004 dòlars, per a un total mundial en superior a 0,8 milions de dòlars.
La pel·lícula es va emetre per primera vegada a BBC Two el 26 de març de 2000.